# NÖLB 40–44
Die NÖLB 40–44 waren fünf Schmalspur-Dampftriebwagen der Niederösterreichischen Landesbahnen (NÖLB).

## Beschaffung
Die NÖLB beschaffte 1906 fünf große Dampftriebwagen mit der Spurweite 760 mm.
Sie hatten die Achsformel (1B)2 und wurden von Komarek gefertigt. Die Fahrzeuge mit den Nummern 40 und 41 kamen nach Gmünd (Waldviertler Schmalspurbahnen), die Fahrzeuge mit den Nummern 42 bis 44 nach St. Pölten (Mariazellerbahn).

## Aufbau
Die Fahrzeuge hatten dieselben Kessel wie die normalspurigen NÖLB 30–33. Wegen des kleinen Lichtraumprofiles der Schmalspurstrecken musste der Kessel daher tiefer gelegt werden. Das führte zu einer sehr tief liegenden Tür der Feuerbüchse, die die Arbeit des Heizers erschwerte. Die durch die gewünschte hohe Höchstgeschwindigkeit bedingten großen Treibräder machten es erforderlich den Längsträger des Rahmens über das Antriebs-Drehgestell hochzuziehen und zu kröpfen. Die Fahrzeuge glichen äußerlich kleinen 1B-Lokomotiven mit darauf abgestütztem Personenwagen.

## Einsatz
In der Ebene zogen die Dampftriebwagen vier zweiachsige Eisenbahnwagen, auf der Gebirgsstrecke nach Mariazell noch zwei Beiwagen mit einer Geschwindigkeit von 25 km/h. Zu Beginn ihrer Einsatzzeit war man mit ihnen sehr zufrieden. Allmählich machten sich aber Nachteile bemerkbar. Dazu zählten der unvermeidbare Funkenflug und die Verschmutzung des Fahrgastraumes durch Ruß. Ab 1908 wurden sie nur noch für Arbeitszüge eingesetzt.

## Verbleib
Die drei St. Pöltner Fahrzeuge wurden 1916 an die Dampf-Trambahn Oderberg verkauft. Die beiden Waldviertler Triebwagen standen bis 1911 in dauerndem Einsatz. Danach wurden sie nur noch selten auf die Strecke geschickt. Der NÖLB 41 kam 1917 wegen des dortigen Lokomotivmangels auf den Schmalspurbahnen Röwersdorf–Hotzenplotz und Bärn–Hof zum Einsatz. Die Nr. 40 wurde 1921 an die Feistritztalbahn verkauft. Die Nr. 41 kam 1922 im Zuge der Verstaatlichung der NÖLB zu den BBÖ, wurde aber von diesen nicht mehr eingesetzt, sondern 1926 verschrottet.